# Чири-Юрт
Чири-Юрт (чечен. Чуьра-Эвла) — посёлок (с 1974 по 2009 г. посёлок городского типа) в Шалинском районе Чеченской Республики. Административный центр Чири-Юртовского сельского поселения.

## География
Село расположено на правом берегу Аргуна, в 15 км к юго-западу от районного центра — Шали и в 25 км к юго-востоку от города Грозный.
Ближайшие населённые пункты: на северо-западее — село Старые Атаги, на севере — село Новые Атаги, на северо-востоке — город Шали, на юге — село Дуба-Юрт, на юго-западе — сёла Лаха-Варанды и Алхазурово.

## История
На месте села выявлено Чири-Юртовское поселение, датируемое II тысячелетием до нашей эры и относящееся к каякенто-харачоевской культуре. Исследовавший в 1958 году городище Р. М. Мунчаев нашел там различные фрагменты керамики. К северу от поселка в 1963 году вблизи водозабора Аргунского канала выявлен Чири-Юртовский могильник железного века. 

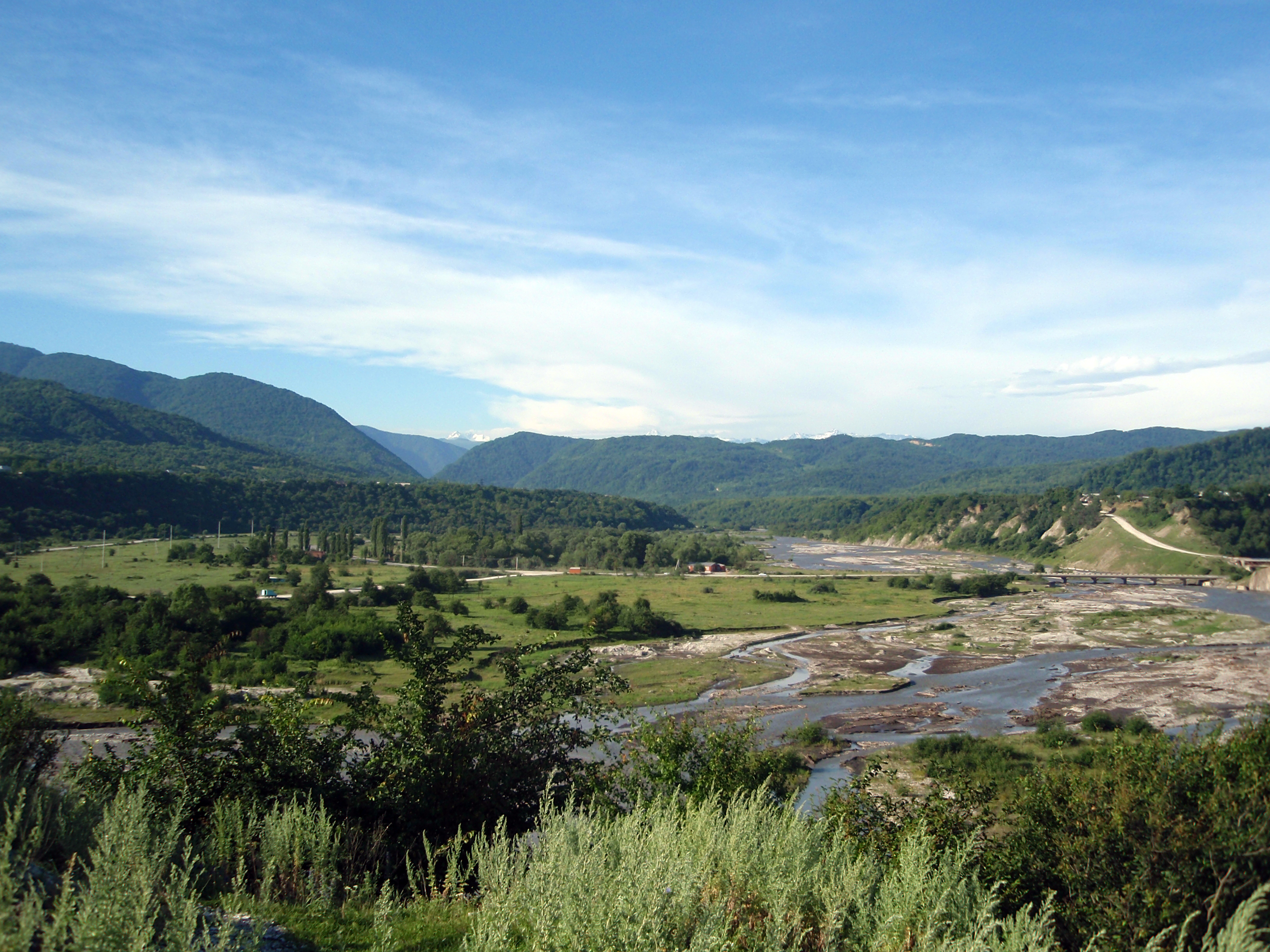
Современный вид на реку Аргун (совр. Шалинский район) в относительной близости от аула Чири-Юрт.

Согласно преданию, селение Чири-Юрт образовалось за счёт переселенцев из Энгель-Юрта и Темболт-Эвла, которые располагались к северо-востоку от современного села Чири-Юрт. Возможно, именно поэтому возникло такое название: чечен. Чура-Эвла — «Внутреннее поселение»..
С 1944 по 1958 года, в период выселения чеченцев и упразднения ЧИ АССР, село носило название — Надречье.
В 1970-74-х годах в селе строился крупный промышленный объект — Чири-Юртовский цементный завод, чьи мощности полностью покрывали республику в разных строительных материалах, а также поспособствовали развитию Аргунского и Грозненского заводов железо-бетонных изделий.
В 1974 году указом Президиума ВС ЧИАССР село Чири-Юрт отнесено к категории рабочих посёлков.
Во время первой чеченской войны в поселке и на промышленной территории шли ожесточенные бои, во время второй компании населённый пункт также серьезно пострадал от военных действий.

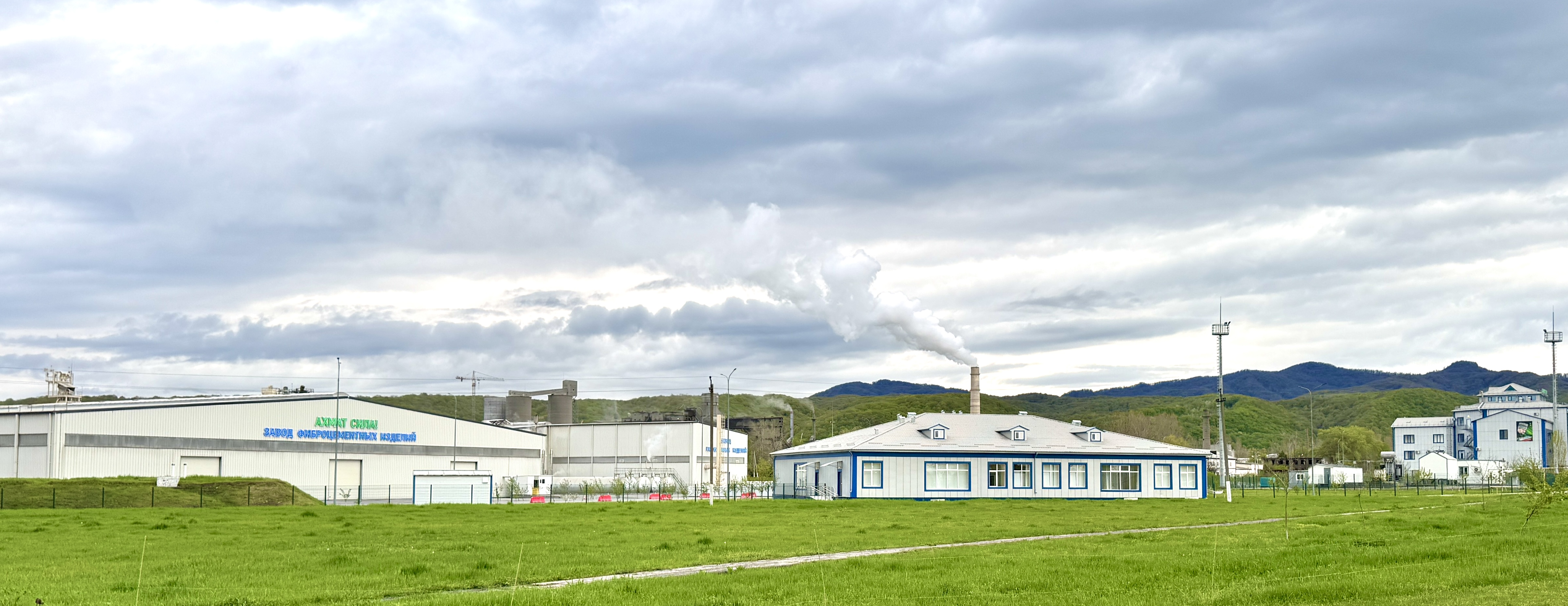
Чири-Юрт. Промышленная зона

После боевых действий Чири-Юрт начали восстанавливать, а в 2007 году в строй вступил восстановленный цементный завод, в 2015 году начались работы по расширению промышленной зоны, за это время в поселке построено еще 4 завода с немецким оборудованием, последний из которых открыли в 2022 году.
В 2012 году в селе было открыто женское медресе «Муьминат».

## Население
| 1979  | 1989  | 2002  | 2009  | 2010  | 2012  | 2013  |
| ----- | ----- | ----- | ----- | ----- | ----- | ----- |
| 3430  | ↗5075 | ↗5125 | ↗5843 | ↘5734 | ↗5868 | ↗6034 |
| 2014  | 2015  | 2016  | 2017  | 2018  | 2019  | 2020  |
| ↗6168 | ↗6279 | ↗6342 | ↗6437 | ↗6507 | ↗6532 | ↗6567 |
| 2021  | 2023  | 2024  |       |       |       |       |
| ↗6860 | ↗6971 | ↗7048 |       |       |       |       |

Национальный состав
По данным Всероссийской переписи населения 2010 года:
| Народ               | Численность, чел. | Доля от всего населения, % |
| ------------------- | ----------------- | -------------------------- |
| чеченцы             | 5702              | 99,44 %                    |
| другие / не указано | 32                | 0,56 %                     |
| всего               | 5734              | 100,00 %                   |

## Тейпы
- Гендаргеной
- Пхьамтой
- Хьаккой
- Беной
- Тумсой
- Саттой
- Ваштарой
- Келой
- Галай
- Майстой
- Жай
- Варандой

## Образование
- Чири-Юртовская муниципальная основная общеобразовательная школа[32].
- Чири-Юртовская муниципальная средняя общеобразовательная школа № 1[33].
- Чири-Юртовская муниципальная средняя общеобразовательная школа № 2[34]
- Женское медресе «Муьминат»[14]